# Municipio de Riverside (condado de Clay)
El municipio de Riverside (en inglés: Riverside Township) es un municipio ubicado en el condado de Clay en el estado estadounidense de Dakota del Sur. En el año 2010 tenía una población de 141 habitantes y una densidad poblacional de 1,51 personas por km².

## Geografía
El municipio de Riverside se encuentra ubicado en las coordenadas 43°2′24″N 96°58′59″O / 43.04000, -96.98306. Según la Oficina del Censo de los Estados Unidos, el municipio tiene una superficie total de 93.1 km², de la cual 93,1 km² corresponden a tierra firme y (0 %) 0 km² es agua.

## Demografía
Según el censo de 2010, había 141 personas residiendo en el municipio de Riverside. La densidad de población era de 1,51 hab./km². De los 141 habitantes, el municipio de Riverside estaba compuesto por el 94,33 % blancos, el 0,71 % eran afroamericanos, el 2,13 % eran amerindios, el 0,71 % eran de otras razas y el 2,13 % eran de una mezcla de razas. Del total de la población el 0,71 % eran hispanos o latinos de cualquier raza.